# Boule-d'Amont
Boule-d'Amont en francés y oficialmente, Bula d'Amunt en catalán, es una localidad  y comuna, situada en el departamento de los Pirineos Orientales en la región de Occitania y la comarca histórica del Rosellón en Francia.
A sus habitantes se les conoce por el gentilicio bolquèrois en francés o bulatenc, muntanyol, bulaamunenc o bulanenc en catalán.

## Geografía
La comuna de Boule-d'Amont limita con La Bastide, Prunet-et-Belpuig, Caixas, Casefabre, Bouleternère, Rodès y Glorianes.

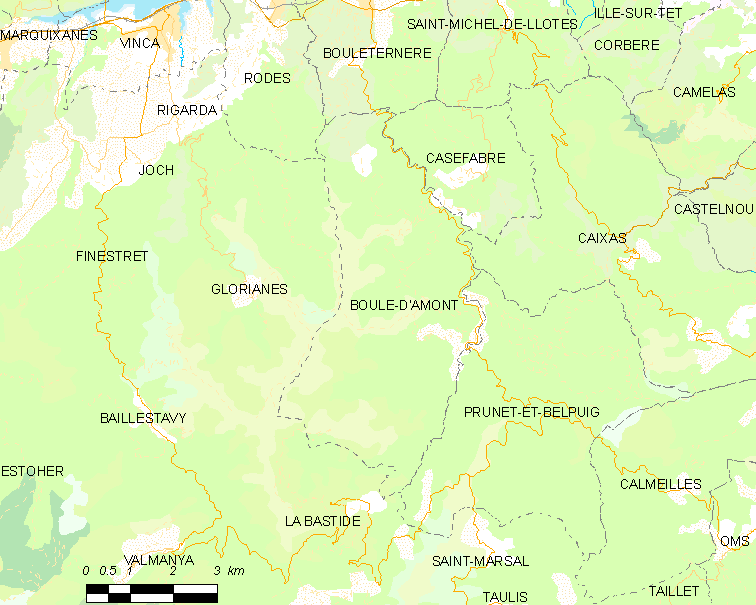
Situación de Boule-d'Amont

## Demografía
| 47 | 69 | 47 | 70 | 71 | 73 |
| Para los censos de 1962 a 1999 la población legal corresponde a la población sin duplicidades (Fuente: INSEE [Consultar]) |    |    |    |    |    |

(Población sans doubles comptes según la metodología del INSEE).

## Lugares de interés
- Abadía de Serrabonne